# Amaury VI de Montfort
Pour les articles homonymes, voir Amaury VI, Amaury et Amaury de Montfort.
Amaury VI de Montfort, né en 1192 et mort le 28 août 1241, fils de Simon IV de Montfort et d'Alix de Montmorency, comte de Montfort, comte de Leicester, comte titulaire de Toulouse, vicomte d'Albi, vicomte de Béziers et vicomte de Carcassonne, est à la suite de son père mort en 1218 un protagoniste notable de la croisade des albigeois (1209-1229). Il est fait connétable de France en 1230, succédant à son oncle Mathieu de Montmorency.

## Biographie

### La croisade des albigeois

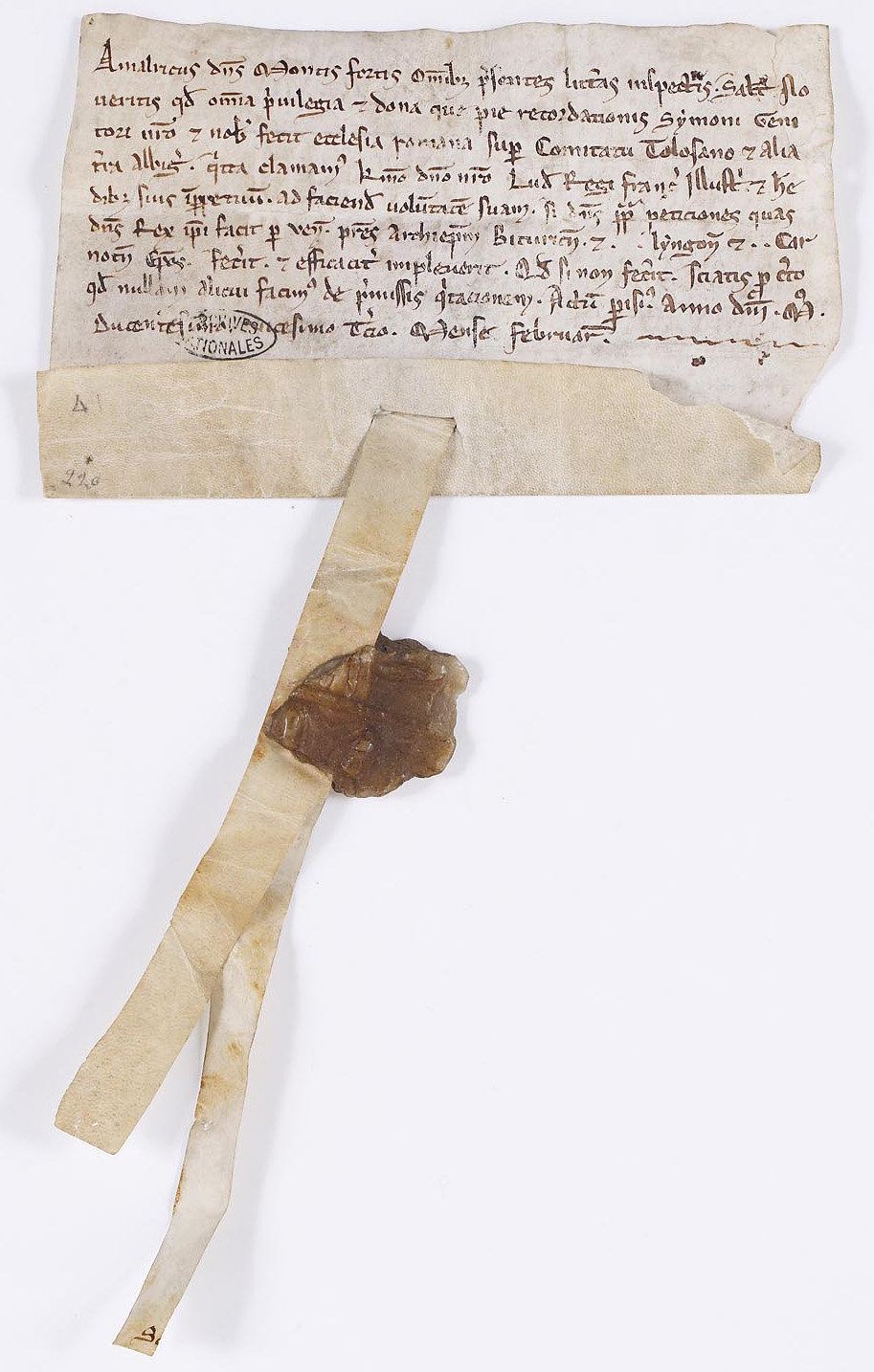
Cession au roi Louis VIII et à ses héritiers de tous les droits accordés par l’Église à son père Simon de Montfort sur le Toulousain et l’Albigeois, février 1224. Archives nationales (voir transcription sur Wikisource).

Son père s’engage dans la croisade des albigeois en 1209 et reçoit à la fin de l’été les vicomtés de Carcassonne, d’Albi et de Béziers, ainsi que la charge de continuer la lutte contre l’hérésie. Au printemps 1210, Alix de Montmorency vient rejoindre son mari en amenant avec elle des renforts : on peut raisonnablement considérer que ses enfants l’accompagnaient, dont Amaury, alors âgé d’environ quinze ans. Avec son frère Guy, il figure par ailleurs dans un acte de donation de son père en faveur l’abbaye Notre-Dame de la Trappe, en 1212.
Le 24 juin 1213, il est adoubé chevalier au cours d'une cérémonie solennelle, dans la ville de Castelnaudary, choisie par son père pour surveiller les agissements du comte Raymond VI de Toulouse et de ses alliés. Fait notable, cet adoubement est réalisé par des clercs, en l'occurrence les évêques d'Orléans et d'Auxerre.
La participation d'Amaury à la bataille de Muret (12 septembre 1213) ne paraît pas impossible, quoiqu'elle ne soit pas mentionnée par les documents. Il participe cependant de façon certaine à d'autres campagnes en Languedoc sous les ordres de son père : on le trouve au siège de Beaucaire (1216) et au siège de Toulouse (1218).
C’est au cours de ce siège de Toulouse que son père est tué. Amaury prend sa succession mais, à peine sorti de l'adolescence, n'a que peu d'expérience. Pour venger son père, il refuse de lever le siège de Toulouse et de conclure une trêve avec Raymond VI de Toulouse, considérant qu'un tel acte serait contraire à son honneur. Ce sont ses barons et son oncle Guy qui l’obligent à mettre fin au siège.
Ceux-ci, lassés de se battre sans interruption et de devoir reprendre la lutte à son début lorsque la moindre révolte des barons occitans embrase le pays, ne tardent pas à se détourner d'Amaury. Il hérite donc, en même temps que des immenses domaines de son père, d’une armée réduite et démoralisée, et la perte rapide de toutes les conquêtes paternelles lui donnent l'image d'un chevalier peu capable.
Il reçoit cependant peu après quelques renforts, amenés par sa mère. Cette troupe est cependant trop réduite pour permettre davantage qu’un raid dans les Corbières sans grand résultat. Il met alors le siège devant Marmande, mais ne parvient pas non plus à prendre la ville avant l’arrivée du prince Louis. Après le départ de ce dernier, Amaury parcourt l’Occitanie avec sa petite armée, reprenant quelques places fortes. Mais Raymond VII les lui enlève et gagne  du terrain. Fin 1223, les domaines d'Amaury se réduisent aux alentours de Carcassonne, de Minerve et de Penne-d'Agenais, et ses troupes à Guy de Montfort, Guy Ier de Lévis, Lambert de Thury, une vingtaine de chevaliers et leurs soldats. Les comtes de Toulouse et de Foix font alors mine d'assiéger la ville. Sachant qu'il ne peut pas résister à un assaut, Amaury signe le 14 janvier une trêve jusqu'à la Pentecôte et part vers l'Île-de-France le 15 janvier.
En février 1224, il obtient une audience auprès de celui qui est devenu le roi Louis VIII. Il s'attendait à un roi dévot prêt à lui donner des renforts pour reconquérir ses États, mais fait face à un souverain capétien ayant conscience de son rôle d'homme d'État. Le roi le persuade sans mal de renoncer à tous ses droits sur l'Occitanie au profit de la couronne. En échange, la seigneurie de Montfort-l'Amaury est érigée en comté et plusieurs années plus tard, en 1230, Amaury succède à son oncle Mathieu II de Montmorency comme connétable de France.

### Le comté de Leicester: un héritage difficile
Son père a hérité le comté de Leicester de sa mère, Amicie de Beaumont, fille de Robert III de Beaumont. Après sa mort, Amaury devient comte de Leicester, parmi d'autres titres, mais, homme lige du roi de France, il ne peut être en même temps le vassal du roi d'Angleterre. Vers 1230, Amaury et Simon, son seul frère survivant, décident de scinder l'héritage de leur père : Amaury conserve Montfort-l'Amaury en France et Simon reçoit Leicester en Angleterre. Cependant, l'affaire de Leicester dure presque dix ans : ce n'est qu'en avril 1239 qu'Amaury renonce officiellement à ses droits en Angleterre et que Simon est reconnu par le roi Henri III comme comte de Leicester.

### La croisade des barons
En 1239, Amaury de Montfort participe à la croisade des barons avec Thibaud IV de Champagne, Hugues IV de Bourgogne et beaucoup d'autres nobles du royaume. Le roi Louis IX ne part pas en croisade, mais il donne à l'expédition un caractère royal en permettant Amaury d'y porter les fleurs de lys. Le 13 novembre, au cours d'une bataille désastreuse menée par le comte Henri II de Bar, Amaury est capturé à Gaza et conduit en Égypte avec six cents autres prisonniers. Il passe les 18 mois suivants dans les prisons du Caire où il est traité plus sévèrement que les autres parce qu'il refuse de dire au sultan qui sont les autres prisonniers. Il est libéré, avec tous les prisonniers français, le 23 avril 1241 après que les croisés et le sultan d'Égypte ont conclu une alliance contre le sultan de Damas. Il meurt à Otrante dans la même année ("Quinto kal. sept.", ou le 28 août, selon l'obituaire du prieuré de Haute-Bruyère), lors de son retour en Occident, et est enterré, sur l'ordre du pape, dans la basilique Saint-Pierre au Vatican. Mais son cœur, selon son dernier souhait, est envoyé au prieuré de Haute-Bruyère, près de Montfort-l'Amaury, où Aubry le Cornu, évêque de Chartres, l'enferma dans une statue tombale.

## Mariage et enfants
Amaury de Montfort épousa en 1214 à Carcassonne Béatrix de Viennois (° v. 1205 † 18 septembre peu après 1248), fille de Guigues VI André de Bourgogne, dauphin de Viennois, et de Béatrice de Sabran. Le mariage ne fut consommé qu'en 1222, et donna naissance à :
- Jean († 1249), comte de Montfort ;
- Marguerite († 1289 ou 1290), mariée à Jean III de Soissons comte de Soissons ;
- Laure, dame d'Épernon († 1270), mariée à Ferdinand de Castille, comte d'Aumale, puis à Henri VI de Grandpré, seigneur de Livry ;
- Adela (ou Alix) (° 1230 † 28 mars 1279), dame de Houdan, mariée à Simon II de Clermont, seigneur de Nesle ;
- Pernelle († 5 décembre 1275[18]), abbesse de Port-Royal.